# چفیه فلسطینی

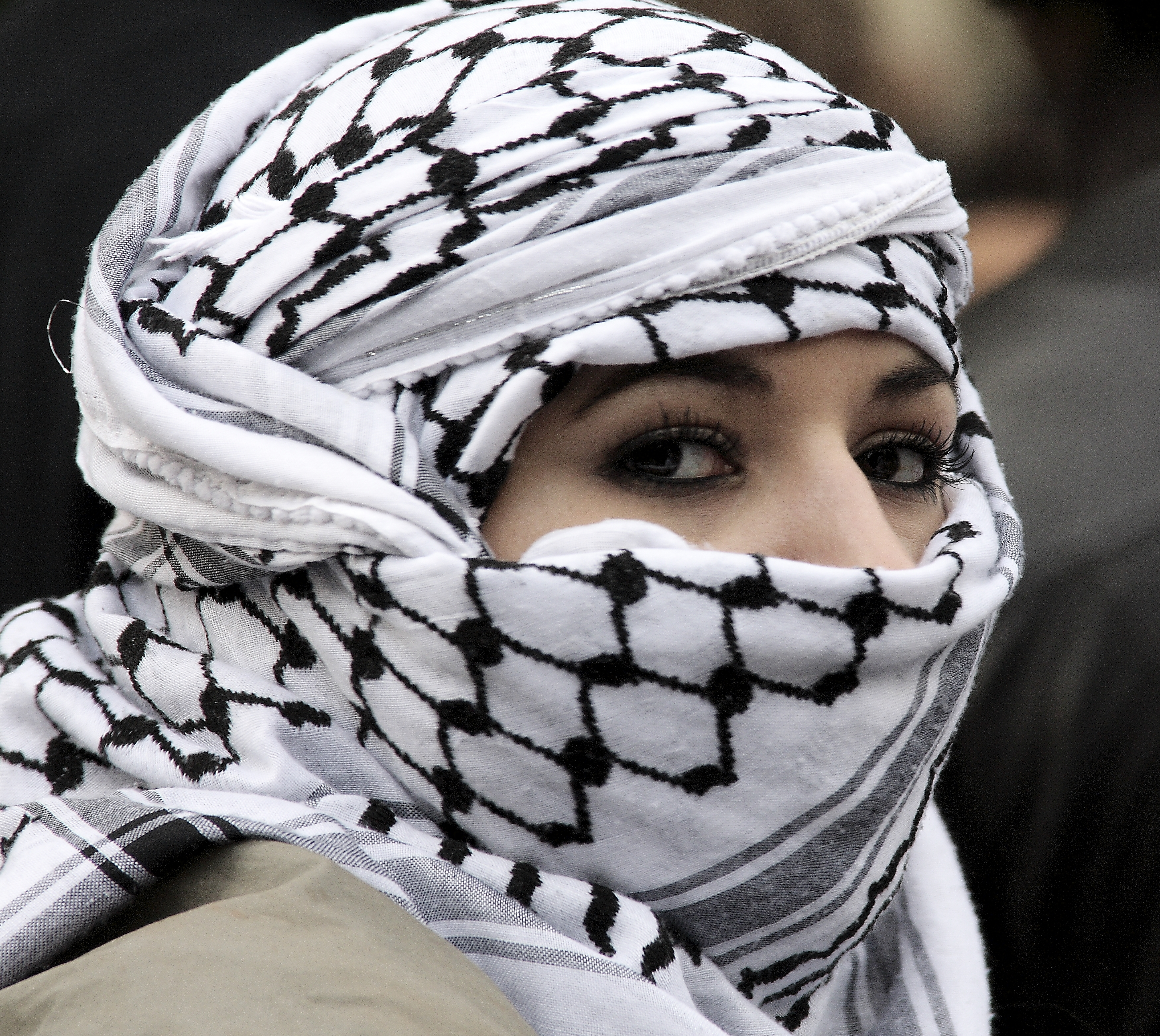

چفیه فلسطینی (انگلیسی: Palestinian keffiyeh) دستمال سفید و سیاهی نقش‌دار است که معمولاً روی سر یا گردن قرار می‌دهند. این چفیه سمبلی برای فلسطین شده است و تاریخچه‌اش به انقلاب فلسطین در سال ۱۹۳۶ بر می‌گردد. در خاورمیانه و شمال آفریقا در بین مردم بخصوص حامیان فلسطین جا باز کرده است و سمبلی برای همبستگی با فلسطین نیز می‌باشد.

## همبستگی فلسطینی

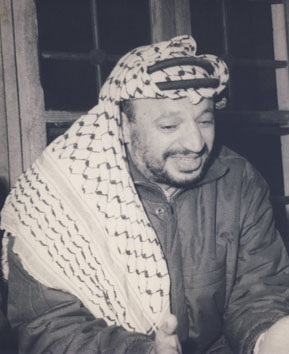
یاسر عرفات با چفیه فلسطینی در سال ۱۹۷۴..

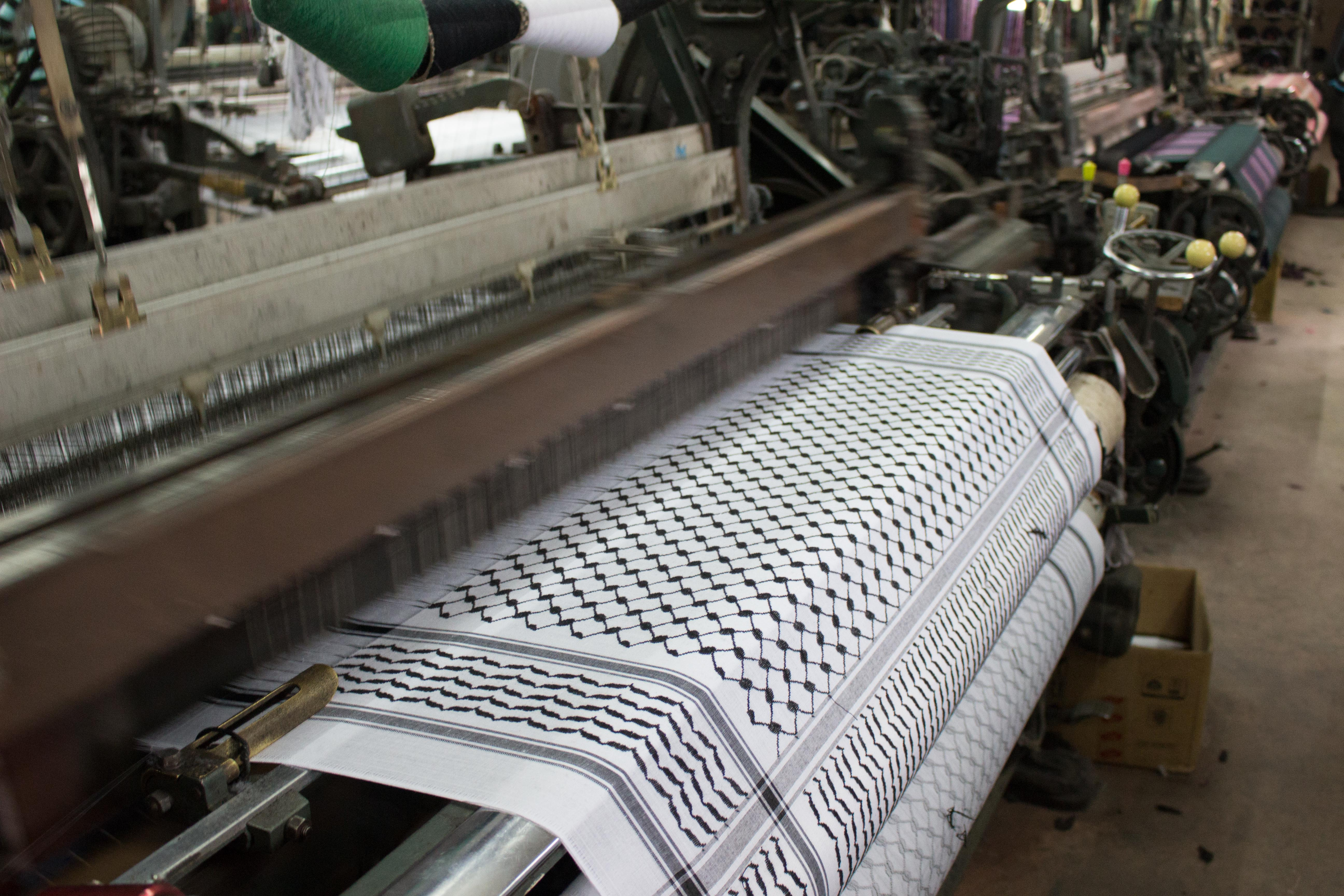
تولید در فلسطین

در سال ۲۰۰۶ نخست‌وزیر اسپانیا «خوزه لوئیز رودریگز ساپاترو» در سخنرانیش بشدت رفتار اسرائیل را مورد انتقاد قرار داد سپس از یکی از مردمی که حضور داشتند یک چفیه فلسطینی را پذیرفت و آنرا پوشید و با آن عکس گرفت.
شادیه منصور خواننده سرشناس انگلیسی فلسطینی به کسانی که به چفیه فلسطینی حمله می‌کنند بشدت حمله کرد و در اولین ترانه‌اش در همین رابطه در نیویورک از آن دفاع نمود و آنرا سمبل همبستگی با فلسطین اعلام کرد. وی در حالی که چفیه پوشیده بود ترانه‌اش را اجرا کرد و گفت: این آق بانوی عربی است. من مثل آنم؛ و تو مثل کوهی استوار هرجا که باشی سمبل کشورم هستی.